# Aulo Vocônio Zenão
Aulo Vocônio Zenão (em latim: Aulus Voconius Zeno) foi um oficial romano do século III, ativo durante o reinado do imperador Galiano (r. 253–268). Segundo uma inscrição de Adana, na Cilícia, era um homem espectável e presidente da Cilícia quando foi nomeado a studiis Augisti.